# Dolichopeza seticristata
Dolichopeza seticristata är en tvåvingeart som beskrevs av Alexander 1969. Dolichopeza seticristata ingår i släktet Dolichopeza och familjen storharkrankar. Inga underarter finns listade i Catalogue of Life.